# Pigghuvudspindel
Pigghuvudspindel (Walckenaeria cuspidata) är en spindelart som beskrevs av John Blackwall 1833. Pigghuvudspindel ingår i släktet Walckenaeria och familjen täckvävarspindlar. Arten är reproducerande i Sverige.

## Underarter
Arten delas in i följande underarter:
- W. c. brevicula
- W. c. obsoleta